# Don Ziegler
Pour les articles homonymes, voir Ziegler.
Don Ziegler (état-civil inconnu) est un acteur de cinéma américain, actif en France dans les années 1950 et 1960.

## Biographie
En dehors de ses apparitions dans une vingtaine de films entre 1952 et 1961 dans des rôles d'étrangers, essentiellement américains ou anglais, on ne sait pratiquement rien de Don Ziegler en particulier de ses origines et de ses activités avant et après ces dates.
Dans la Gazette des tribunaux du 14 juillet 1946, une Sarl "Corporate Import & Export Company" se constitue entre les dénommés Donald Ziegler et Roger Huberson. Le siège de cette entreprise de fabrication, d'importation, d'exportation, de courtage et de vente de toutes marchandises dont celles entre autres d'une société new-yorkaise du même nom dont Donald Ziegler est alors le représentant en France, est fixé au 11bis, rue Balzac dans le 8e arrondissement. Après deux modifications de statut intervenues en août 1946 et décembre 1946, la société est finalement dissoute en mars 1947 et Alma Manzana est nommée liquidatrice. Le couple Ziegler-Manzana était alors domicilié 85, avenue de Clichy dans le 17e arrondissement.
Même s'il est possible, sinon probable, que Don Ziegler et Donald Ziegler soient une seule et même personne, rien ne permet de l'affirmer avec certitude faute d'éléments d'état-civil pertinents.
On perd définitivement sa trace après un dernier rôle dans Dans la gueule du loup, un film de Jean-Charles Dudrumet sorti en juin 1961. On ignore si Don Ziegler est resté en France par la suite ou s'il est reparti aux États-Unis.

## Filmographie
- 1952 : La Fête à Henriette  de Julien Duvivier : l'Américain
- 1953 : La môme vert de gris de Bernard Borderie : le directeur du FBI
- 1953 : Cet homme est dangereux de Jean Sacha
- 1954 : Les Clandestines de Raoul André : un client
- 1955 : Les pépées font la loi de Raoul André
- 1955 : Le Couteau sous la gorge de Jacques Séverac : Brigar, le complice de Pacos
- 1956 : Paris, Palace Hôtel de Henri Verneuil : le client étranger
- 1957 : Ces dames préfèrent le mambo de Bernard Borderie : le chauffeur de taxi
- 1957 : Ce joli monde de Carlo Rim : l'Américain
- 1958 : Une balle dans le canon de Michel Deville et Charles Gérard : le Maltais
- 1959 : Asphalte de Hervé Bromberger : Johnny
- 1959 : La Valse du Gorille de Bernard Borderie
- 1959 : Minute papillon de Jean Lefèvre : l'Américain
- 1959 : Du rififi chez les femmes de Alex Joffé : un figurant
- 1959 : Les Noces vénitiennes de Alberto Cavalcanti : Aristide Sophronides
- 1960 : Candide ou l'Optimisme au XXe siècle  de Norbert Carbonnaux : le papa gangster
- 1960 : Les Héritiers  de Jean Laviron : Omar Porassis
- 1960 : Robinson et le Triporteur  de Jack Pinoteau : le père de Popeline
- 1960 : Monsieur Suzuki de Robert Vernay : l'inspecteur Axelrod
- 1961 : Dans la gueule du loup de Jean-Charles Dudrumet : l'armateur Yanakos